# Loučany (Olomouc)
Loučany é uma comuna checa localizada na região de Olomouc, distrito de Olomouc.